# Ancilla Marighetto
Ancilla Marighetto (Castello Tesino, 27 gennaio 1927 – Col del Toc, 19 febbraio 1945) è stata una partigiana italiana, medaglia d'oro al valor militare alla memoria.

## Biografia
Col nome di battaglia "Ora", fu attiva nella Resistenza nella zona di Castello Tesino, nel Trentino orientale, al confine con la provincia di Belluno, di cui fu artefice principale un gruppo composto anche da alcuni ex ufficiali del Regio Esercito, fra i quali il fratello di Ancilla, Celestino.
Nel giugno 1944, il gruppo trentino decise di contattare i comandanti della Brigata Garibaldi "Antonio Gramsci", attiva con circa mille uomini sulle vicine Vette Feltrine, che era parte della Resistenza bellunese organizzata capillarmente fin dal novembre 1943, grazie anche a numerosi elementi provenienti dalla vita militare e a una diffusa adesione popolare. Due mesi dopo fu istituita e destinata al vicino Tesino e alla bassa Valsugana la compagnia "Giorgio Gherlenda", elevata al rango di battaglione un mese più tardi, intitolata a un partigiano della "Gramsci" fucilato dai tedeschi pochi giorni prima e composta da 29 partigiani, in buona parte provenienti dai comuni bellunesi di confine affiancati da alcuni trentini. Quasi subito fu operativa come staffetta anche Ancilla Marighetto, col nome di battaglia "Ora".
Fra le prime azioni del "Gherlenda" vi fu, il 14 settembre 1944, l'assalto alla caserma del Corpo di sicurezza trentino (Cst) di Castello Tesino, al fine di impossessarsi di armi e munizioni: il colpo riuscì e furono fatti prigionieri temporaneamente 55 soldati trentini arruolati dai tedeschi per controllare il territorio e svolgere attività antipartigiana (il Cst era attivo in provincia di Belluno, come il più noto SS-Polizei-Regiment "Bozen", e partecipava attivamente anche a rastrellamenti e rappresaglie).
L'assalto provocò il 15 settembre 1944 un enorme rastrellamento che si spinse fino ai monti di Costabrunella, il rifugio sul Lagorai del battaglione Gherlenda. Negli scontri fu ucciso anche il comandante "Fumo", Isidoro Giacomin da Fonzaso, e in seguito per i partigiani del "Gherlenda" - le cui file si erano ingrossate fino a toccare circa le ottanta unità - la vita fu sempre più difficile, fino alla decisione del neoeletto comandante "Marco", l'ex maresciallo di artiglieria Antonio Da Ronch di Feltre, di suddividere il battaglione in tre compagnie, due delle quali si sciolsero poco dopo.
Dopo l'appello alleato (13 novembre 1944) alla Resistenza di sospendere le attività durante l'inverno, una parte dei combattenti fece rientro alla vita civile. Nel Bellunese l'appello non ebbe molto seguito, nel caso del "Gherlenda" rimasero in montagna solo un gruppo ristretto di sette partigiani noti, che difficilmente sarebbero passati inosservati al rientro nei rispettivi paesi (per numerosi loro compagni, infatti, il destino dopo il ritorno fu tragico).
Fra i sette c'era "Ora" e il loro nascondiglio fu in una valletta impervia nella zona del passo Brocon, la Val Caora; da qui partirono anche per alcune azioni di sabotaggio contro l'occupante. Alla metà di febbraio 1945, il gruppetto decise di trasferirsi in una zona meglio esposta al sole e fece tappa a malga Vallarica di Sotto, dove il 19 febbraio fu sorpreso da una pattuglia di tredici uomini del Corpo di sicurezza trentino guidata dal capitano delle SS austriaco Karl Julius Hegenbart.
Nel fuggi fuggi "Ora" (contrariamente a quanto riportato in alcune ricostruzioni approssimative) non riuscì a mettersi i suoi sci perché in precedenza li aveva prestati al fratello "Renato" e gli attacchi non erano stati ancora risistemati per lei. La ragazza si mise allora a correre verso valle, sulla neve, in direzione Lamon, insieme con il compagno "Raul"; quando sentirono avvicinarsi i nazisti che avevano gli sci, i due si arrampicarono su due abeti per nascondersi; erano nei pressi del Col del Toc, in territorio comunale di Lamon. Solo l'ultimo uomo della pattuglia si accorse di "Ora" e richiamò gli altri: la giovane impugnava la pistola ma alla fine - per qualche motivo - non la utilizzò (diversamente da quanto si legge in alcune ricostruzioni piuttosto fantasiose), e accolse l'invito del capitano Hegenbart a scendere dall'albero.
"Ora" fu subito interrogata, e, pur sottoposta a brutali sevizie e percosse, oppose il silenzio alle domande del comandante tedesco. Hegenbart ordinò allora a uno dei soldati trentini presenti, un sottufficiale di Cavalese, di sparare alla testa di Ancilla.
Quando la pattuglia se ne andò, "Raul" scese dall'albero e seppellì "Ora" sotto la neve; la salma fu recuperata due giorni dopo da due giovani di Lamon, sollecitati dai partigiani superstiti, e trasportata al vicino rifugio Croset dove fu tumulata sotto un cumulo di sassi; dopo la Liberazione sarà traslata a Castello Tesino dove il 16 giugno 1945 si tennero i funerali dei partigiani Ancilla Marighetto "Ora", Isidoro Giacomin "Fumo", Clorinda Menguzzato "Veglia", Gastone Velo "Nazzari", Luigi Parer "Pronto" e Dario Zampiero "Mosca", Dorimberto Rocco Dallemule.
Dopo la guerra il miliziano che uccise "Ora" fu condannato a 22 anni di reclusione; ma ne scontò solo cinque, perché la martoriata famiglia Marighetto (nell'ottobre 1944 anche il padre di Ancilla, Giacomo, era stato fucilato dai tedeschi), acconsentì alla grazia per la quale si erano spesi esponenti della Chiesa trentina. Il capitano Hegenbart, invece, condannato all'ergastolo in Italia per una lunga serie di crimini di guerra, non fu mai estradato dall'Austria, dove visse indisturbato e morì nel 1993.

## Teatro
La storia di Ancilla Marighetto, Ora, insieme a quella di Clorinda Menguzzato, Veglia, sono state prese come spunto per lo spettacolo teatrale "Ora Veglia, il silenzio e la neve", coprodotto da ariaTeatro e teatroBlu. In occasione dello spettacolo è stata editata da Publistampa una pubblicazione con il medesimo titolo.

## Intitolazioni
Ad Ancilla Marighetto sono dedicati:
- una via nel comune di Trento[1]
- una via nel comune di Ceggia (VE)[2]
- una via nel comune di Roma[3]
- il centro giovani polifunzionale del comune di Lamon (BL), denominato Centro AMO (Ancilla Marighetto Ora)[4]
- un sentiero ad anello, denominato "Trod de Ora", al Passo Brocon che ripercorre i luoghi dei suoi ultimi momenti di vita.